# Río Itapecerica
El río Itapecerica es un curso de agua localizado en el estado de Minas Gerais, Brasil. El río nace en el Morro do Calao en el municipio de Itapecerica con el nombre de río Vermelho el cual al confluir con los ríos Game y Santo Antonio pasa a llamarse Itapecerica.
Sus aguas bañan tres municipios. Al pasar por Divinópolis tiene una extensión de 29 km. En esta ciudad sus principales afluentes son los ríos: Ribeirão Boa Vista, Córrego Buriti, Córrego del Paiol, Corriente del Neném y Córrego Catalán.
Después de fluir por el oeste de Minas Gerais, el río Itapecerica desemboca en el río Pará.